# Breitenbach (Wetterzeube)
Breitenbach is een plaats en voormalige gemeente in de Duitse deelstaat Saksen-Anhalt, en maakt deel uit van de Landkreis Burgenlandkreis.

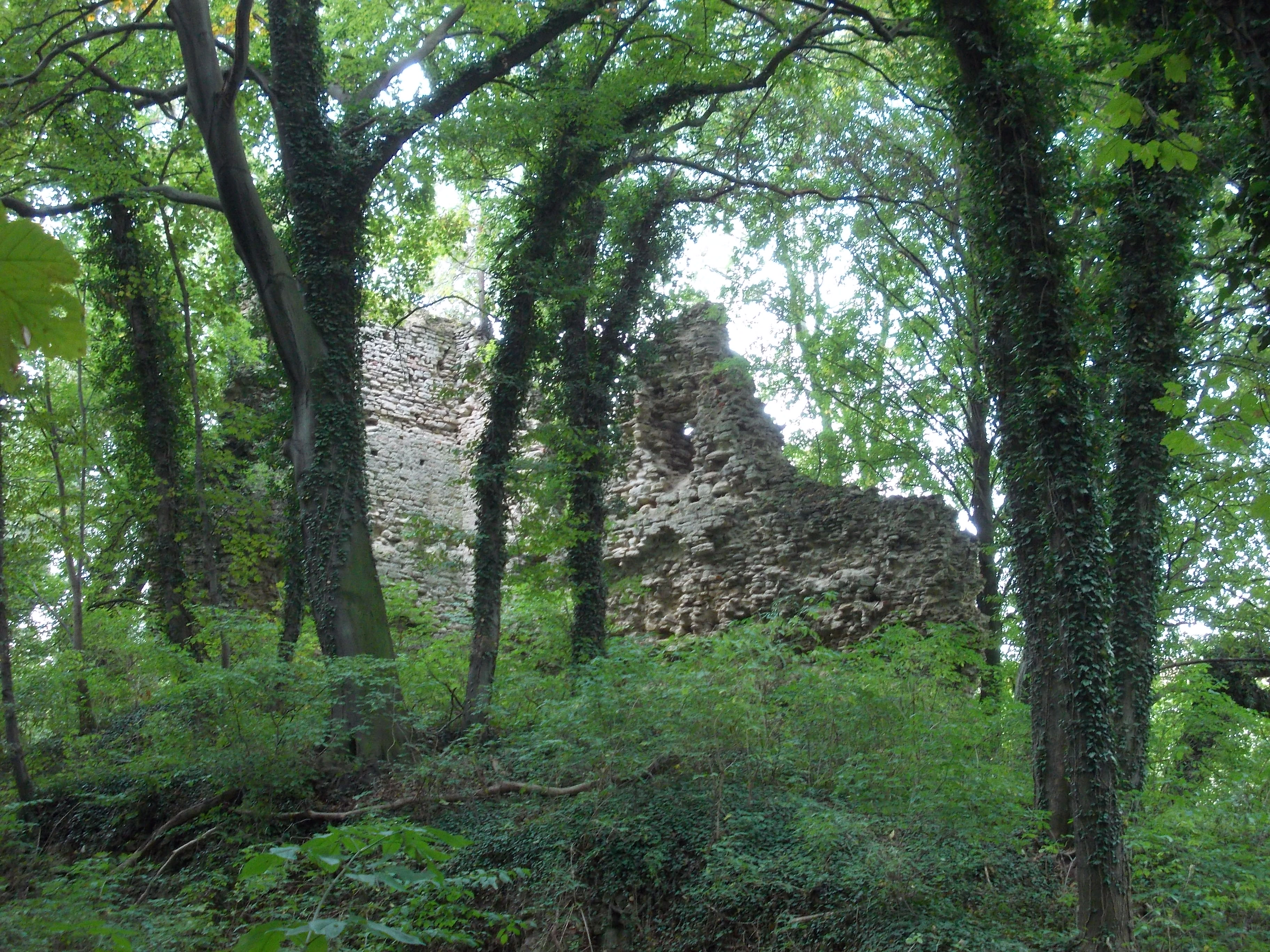
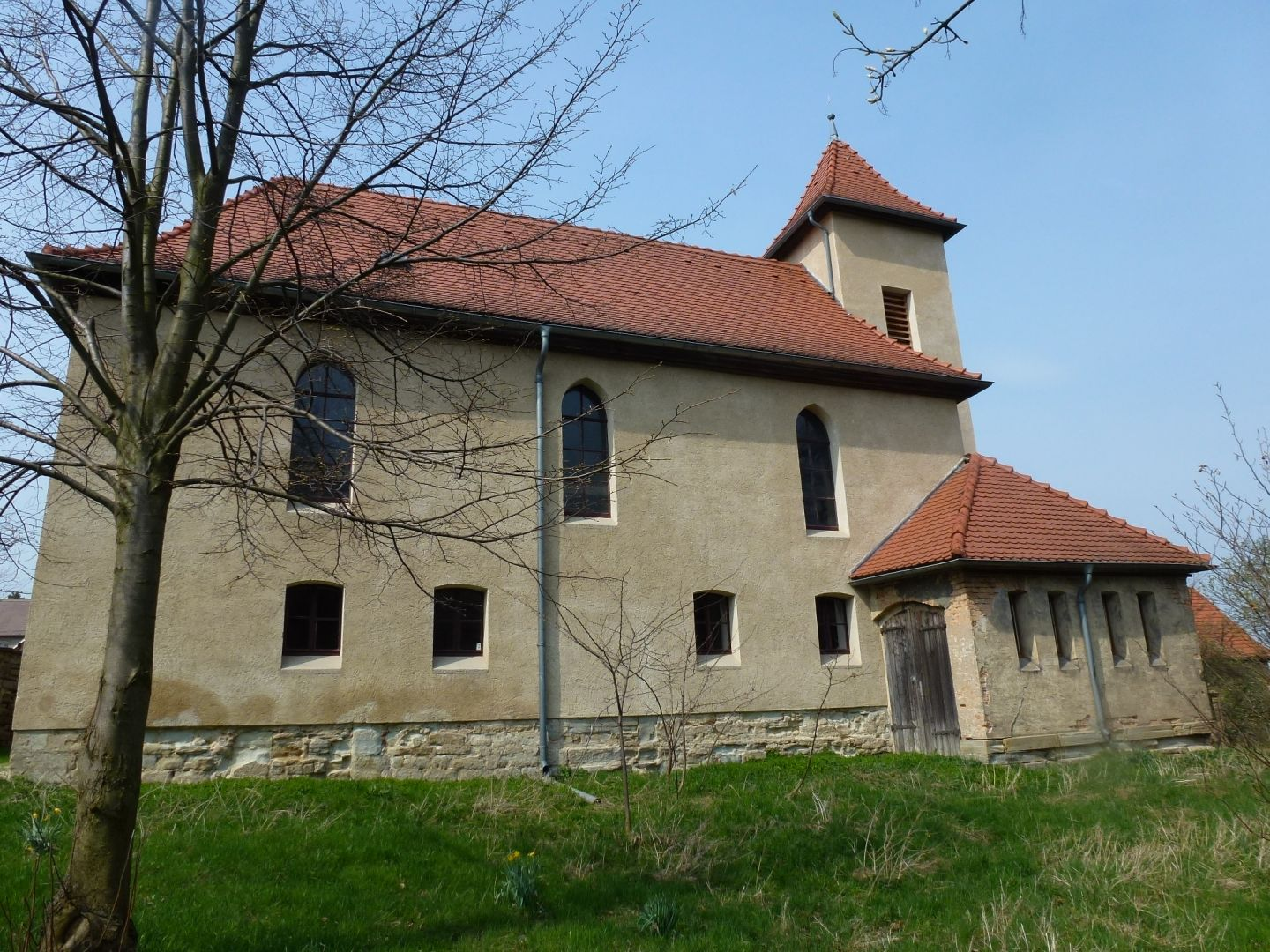
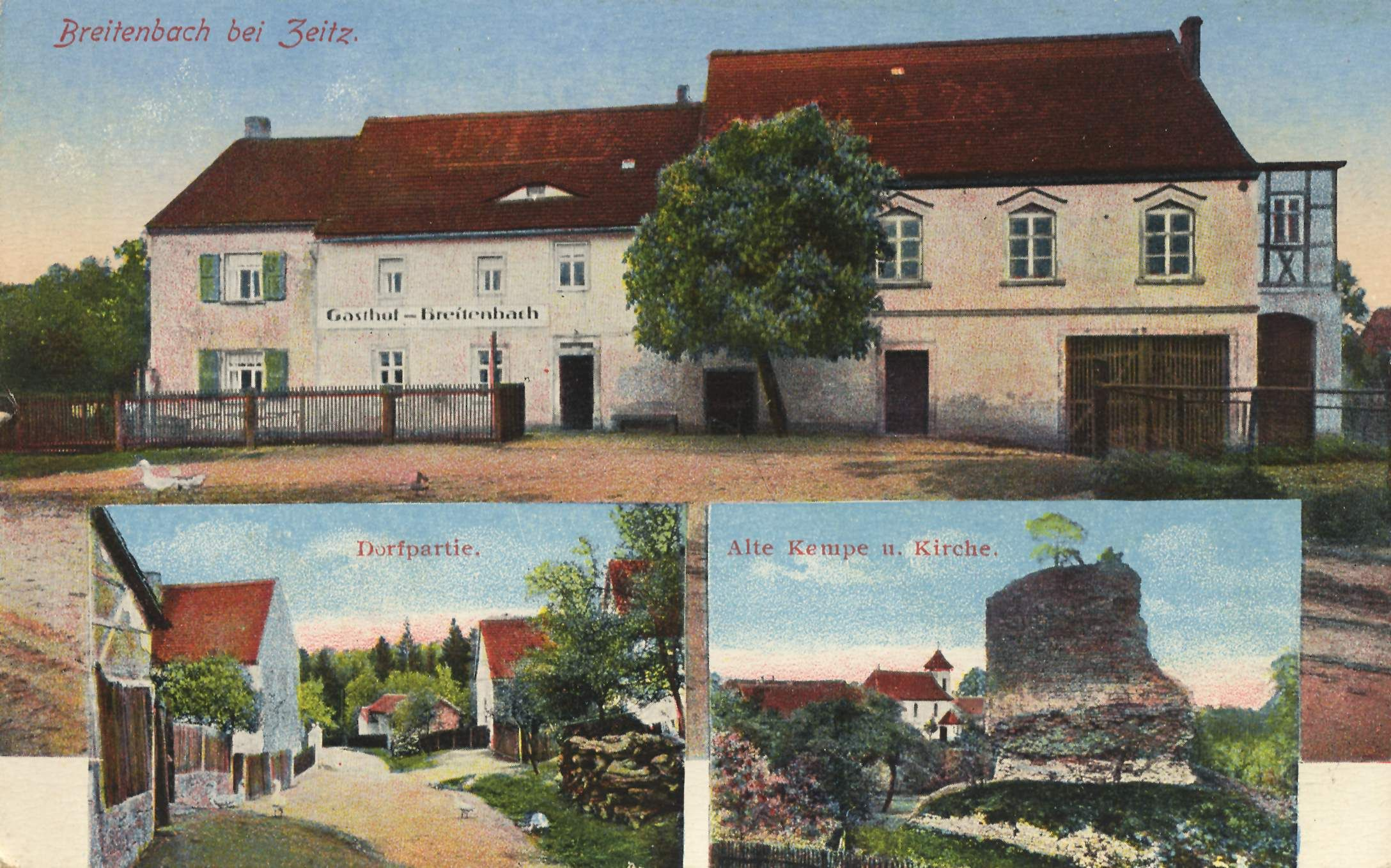

Breitenbach telt 343 inwoners.